# Pseudogaurax brevifacialis
Pseudogaurax brevifacialis är en tvåvingeart som beskrevs av Boulard, Deeming och Loïc Matile 1989. Pseudogaurax brevifacialis ingår i släktet Pseudogaurax och familjen fritflugor.
Artens utbredningsområde är Elfenbenskusten. Inga underarter finns listade i Catalogue of Life.